# Quatro Fatos - Ao Vivo
Quatro Fatos - Ao Vivo é o primeiro DVD ao vivo da banda brasileira de pop rock Quatro Fatos, lançado no ano de 2005.

## Faixas
1. "A Noite É Longa"
2. "Agora Sim"
3. "Só Cabe a Você"
4. "Estou Chegando"
5. "Só Se For Agora"
6. "Eu Não Vivo Sem Você"
7. "Faça o Tempo Parar"
8. "Melhor Ficar Quieto"
9. "Histórias de um Bar"
10. "Eu Quero Mais"
11. "Dúvidas"
12. "A Vida Tem Dessas Coisas"
13. "O Sonho não Acabou"
14. "Ninguém Quer Saber"
15. "Tão Só"
16. "É Tarde pra Pensar"
17. "Porque não Se Passou de um Sonho"
18. "Poderia Viver Melhor"
19. "Amor Perfeito"
20. "Dama"